# Pourcharesses
Pourcharesses är en kommun i departementet Lozère i regionen Occitanien i södra Frankrike. Kommunen ligger i kantonen Villefort som tillhör arrondissementet Mende. År 2022 hade Pourcharesses 128 invånare.

## Befolkningsutveckling
Antalet invånare i kommunen Pourcharesses
| Referens: INSEE |